# Thilo Rensmann
Thilo Rensmann (* 1963) ist ein deutscher Rechtswissenschaftler und Inhaber des Lehrstuhls für Öffentliches Recht, Völkerrecht und Europarecht an der Universität Augsburg.

## Leben
Rensmann studierte Rechtswissenschaft an der Universität Bonn, wo er 1997 bei Matthias Herdegen promoviert wurde. 2007 folgte seine Habilitation. Er erhielt die Lehrbefugnis für die Fächer Öffentliches Recht, Europarecht und Völkerrecht und war nach der Habilitation als Privatdozent an der Universität Bonn tätig. Im Jahr 2011 wurde er auf den Lehrstuhl für Völkerrecht, Europarecht und Öffentliches Recht an der TU Dresden berufen. 2016 folgte er einem Ruf an die Universität Augsburg auf den Lehrstuhl für Öffentliches Recht, Völkerrecht und Europarecht.
Zu seinen Forschungsinteressen gehören das Recht der Vereinten Nationen, der internationale Menschenrechtsschutz, das Internationale Wirtschaftsrecht und das vergleichende Verfassungsrecht. 
In seiner Monographie Wertordnung und Verfassung – Das Grundgesetz im Kontext grenzüberschreitender Konstitutionalisierung, die 2007 im Mohr Siebeck Verlag erschien, vertritt Rensmann die Grundthese, dass das Grundgesetz (GG) und die Rechtsprechung des Bundesverfassungsgerichts zur Werteordnung der Bundesrepublik Deutschland von Beginn an in den Kontext des nach dem Zweiten Weltkrieg aufkeimenden transnationalen Menschenrechtskonstitutionalismus eingebunden waren. Nach Rensmanns Auffassung wird dieser transnationale Ansatz durch die in der neugegründeten Bundesrepublik Deutschland erfolgte Rezeption der im Art. 1 GG verankerten Menschenwürde als Verfassungsprinzip gestützt, und insbesondere durch die Formulierung „als gleichberechtigtes Glied in einem vereinten Europa“ in der Präambel des GG unterstrichen, die ausdrückt, dass sich die Bundesrepublik Deutschland mit der Bezugnahme auf die Allgemeine Erklärung der Menschenrechte der Vereinten Nationen „in die Verfassung der internationalen Gemeinschaft ein[zu]reihen“ wollte.
Thilo Rensmann ist Mitglied des Beirats der Fachzeitschrift Die Friedens-Warte.

## Schriften (Auswahl)
Monographien
- Anationale Schiedssprüche – Eine Untersuchung zu den Wirkungen anationaler Schiedssprüche im nationalen Recht. Duncker und Humblot, Berlin 1997, ISBN 3-428-08868-9.
- Wertordnung und Verfassung – Das Grundgesetz im Kontext grenzüberschreitender Konstitutionalisierung. Mohr Siebeck, Tübingen 2007, ISBN 3-16-149106-8.

Herausgeberwerke
- Mega-Regional Trade Agreements and the Future of International Trade and Investment Law. Springer International Publishing, Cham 2017, ISBN 978-3-319-56662-7.
- gem. m. Carlos González-Palacios und Manuel Tirard: Kulturelle Bedingungen des Verfassungsstaates (= Les aspects culturels de l’État constitutionnel). TUDpress Verlag der Wissenschaften, Dresden 2015, ISBN 978-3-95908-027-9.
- gem. m. Stefan Storr: Die Energiewende im rechtlichen Mehrebenensystem: regionale, nationale und internationale Herausforderungen. Verlag Österreich, Wien 2015, ISBN 978-3-7046-6712-0.